# Всеволод Пудовкин
Всѐволод Иларио̀нович Пудо̀вкин (на руски: Всеволод Илларионович Пудовкин) е руски режисьор, актьор и сценарист.

## Биография
Роден е на 28 февруари (16 февруари) 1893 г. в Пенза в семейството на селянин, който малко по-късно се премества в Москва, където работи като амбулантен търговец. Започва да следва естествени науки в Московския университет, но е мобилизиран след началото на Първата световна война, а по-късно е пленен и прекарва известно време в лагер в Германия. След войната учи кинематография и започва да се снима в киното и да режисира. От средата на 20-те години се налага като един от водещите съветски режисьори, прилагайки иновативни техники в поредица исторически и пропагандни филми, като „Майка“ („Мать“, 1926), „Краят на Санкт Петербург“ („Конец Санкт-Петербурга“, 1927), „Потомъкът на Чингис хан“ („Потомок Чингисхана“, 1928), „Адмирал Нахимов“ („Адмирал Нахимов“, 1946).
Всеволод Пудовкин умира на 30 юни 1953 г. в Юрмала.

## Избрана филмография
- „Майка“ („Мать“, 1926)
- „Краят на Санкт Петербург“ („Конец Санкт-Петербурга“, 1927)
- „Потомъкът на Чингис хан“ („Потомок Чингисхана“, 1928)
- „Адмирал Нахимов“ („Адмирал Нахимов“, 1946)